# Schwarzwald-Bike-Marathon
Der Schwarzwald-Bike-Marathon ist ein jährlich stattfindender Mountainbike-Marathon im mittleren Schwarzwald.

## Profil und Charakteristika
Der Schwarzwald-Bike-Marathon kann wahlweise über vier verschieden lange Strecken absolviert werden. Die Königsetappe über 120 Kilometer, auf der auch der nach dem Sponsor benannte EGT-Cup ausgetragen wird, gilt als der schwerste Mountainbike-Marathon in Deutschland.
Weitere Streckenlängen sind die 90 km (Rothaus-Cup), die 60 km Strecke (GVS-Cup) und die 42 km Strecke (tw-Cup). Am Samstag vor dem Hauptrennen wird seit 2008 ein Jugendrennen veranstaltet, der RENA-Kids-Cup.
Das Rennen findet im mittleren Schwarzwald in den Gemeinden Furtwangen, Gütenbach, Schönwald, Schonach, Triberg, St. Georgen im Schwarzwald und Vöhrenbach statt. Ab der Veranstaltung 2007 führen die Strecken nicht mehr über die Gemarkung der Gemeinde Gütenbach, die Streckenführung wurde entsprechend verlegt. Start und Ziel ist nach wie vor jeweils in Furtwangen im Bereich des Robert-Gerwig-Platzes vor der Fachhochschule Furtwangen und dem Deutschen Uhrenmuseum.
Der erste Schwarzwald-Bike-Marathon startete 1997 mit rund 500 Teilnehmern. Die Teilnehmerzahlen entwickelten sich in den folgenden Auflagen nach oben und liegen in den letzten Jahren bei 1000–1500 Teilnehmern, zuzüglich etwa 170 Teilnehmer beim Kids-Cup.
Veranstalter ist ein gemeinnütziger Verein. Mitglieder in dem Verein sind die beteiligten Gemeinden, Vereine aus den Gemeinden und interessierte Privatpersonen. Vorsitzender war seit Beginn Richard Krieg, bis 2009 Bürgermeister von Furtwangen. 2011 übernahm der Furtwangener Bürgermeister Josef Herdner den Vorsitz.